# Medicine (canção de Shakira)
"Medicine" é uma canção da cantora colombiana Shakira, para o seu décimo álbum de estúdio Shakira (2014). Com vocais convidados do cantor de música country Blake Shelton.
A canção foi executada ao vivo pela primeira vez durante 49ª Academy of Country Music Awards, que aconteceu na MGM Grand Garden Arena da cidade de Las Vegas no dia 06 de abril de 2014, e passou uma semana nas paradas dos Estados Unidos, no número 57 da Country Airplay. A canção foi escrita por Shakira ao lado de Mark Bright e Hillary Lindsey, enquanto que a produtor musical ficou a cargo de Shakira e Michael James Ryan Busbee.

## Antecedentes e quase lançamento
Depois do sucesso de seu nono álbum de estúdio, Sale el Sol, em 2010, Shakira revelou em novembro de 2011:
"Eu comecei a explorar no estúdio de gravação sempre que tenho tempo em Barcelona e aqui em Miami. Estou trabalhando com diferentes produtores musicais e DJs, e eu tento alimentar-se com isso e encontrar novas fontes de inspiração e motivação nova musical. Estou ansioso para voltar ao estúdio. Meu corpo está pedindo por isso"
Em 2012, foi relatado que Shakira estava filmando o vídeo para a tentative-primeiro single "Truth or Dare", na cidade de Lisboa em Portugal. No entanto, devido à gravidez de Shakira, a canção não foi liberada. Mais tarde, em março de 2014, Shakira explicou à revista Billboard que:
"Tem sido dois anos e meio de fazer músicas, destruindo-os, fazendo-los novamente, fazendo oito versões de cada música, ter um filho, fazendo o The Voice voltar para o estúdio, reconectando com minhas músicas"
Em dezembro de 2013, a Sony Music Entertainment informou oficialmente que o novo single de Shakira seria lançado em Janeiro de 2014, e que era para ser um dueto com a participação especial da cantora Rihanna de Barbados.
Em 13 de janeiro de 2014, a canção "Can't Remember to Forget You" foi lançado e, na verdade apresenta Rihanna, que foi seguido pelo lançamento do segundo single "Empire".

## Lançamento
A ideia inicial para a canção surgiu quando Shakira disse a Blake Shelton que ela queria trabalhar com músicos da cidade de Nashville no Tennessee, devido à crescente cansado de perspectiva Los Angeles, o objetivo de Shakira era conseguir "um outro ponto de vista" de "pessoas reais com raízes com quem eu me sinto confortável trabalhando na mesma sala". Shakira acrescentou que ela tem dito para o Shelton que ela queria fazer uma música que tinha "a narrativa de uma música country, que era pitoresco, que era uma música de verdade", mas também precisava "terno" que lhe é devido às suas raízes colombianas.

Shakira tentou fazer uma música para ela, mas não sabia o que dizer.
"Eu [Shakira] não sabia em que direção entrar, e eu fiz, oito versões... dance, pop. Mas, eu disse, não, esta é uma música country."
Ela mais tarde contatou Shelton e disse-lhe que uma música country é o tipo de música que ela queria fazer devido a "guitarras acústicas, com esse tipo de narrativa, músicas que têm uma estrutura tradicional".

## Recepção da critica
"Medicina" recebeu críticas geralmente negativas dos críticos de música. O The Boston Globe deu uma crítica negativa chamando-o de "falso" e sentiu que Shakira não parecia "em casa" na música. A Kate Wills do The Independent, deu uma revisão semelhante a canção, chamando o dueto de um "passo muito distante". Na versão em espanhol da entrevista faixa por faixa, Shakira afirmou que a música country não era completamente estranha para ela, uma vez que ela usou sons semelhantes em suas músicas em espanhol do início da carreira como cantora.

## Performances ao vivo
Em 06 de abril de 2014, Shakira e Blake Shelton cantaram ao vivo "Medicina" juntos na 49ª Academy of Country Music Awards, que aconteceu na MGM Grand Garden Arena da cidade de Las Vegas.

## Desempenho nas tabelas musicais

### Posições
Após o lançamento do álbum "Medicine" estreou (e atingiu o pico) no gráfico da Country Airplay, no número 57 para a semana de 12 de abril de 2014, dando a Shakira a sua primeira música a aparecer no gráfico.
| Chart (2014)                                   | Maior posição |
| ---------------------------------------------- | ------------- |
| Canadá (Canadian Hot 100)                      | 90            |
| EUA (Billboard Bubbling Under Hot 100 Singles) | 16            |
| Estados Unidos (Billboard Country Airplay)     | 57            |
| Líbano (The Official Lebanese Top 20)          | 17            |